# Seget (Umag)
Seget (olaszul: Seghetto) falu Horvátországban, Isztria megyében. Közigazgatásilag Umaghoz tartozik.

## Fekvése
Az Isztria északnyugati részén, Umagtól 3 km-re délkeletre, a tengerparttól 1 km-re távol a főbb utaktól egy termékeny mezőn fekszik.

## Története
Területe már az ókorban és valószínűleg a középkorban is lakott volt. A Segethez tartozó Vela Lugán találták az 1960-as években azt az érdekes domborművet, amely a gorgókat ábrázolja és szintén a pólai Isztria múzeumban található. A háborúkban és járványokban elpusztult lakosság helyére a 17. században a török elől menekülő dalmáciai horvát földművesekkel telepítették be. 1623-ban a Venier család birtoka volt. A 18. század első felében a De Franceschi család vásárolta meg, akik barokk-klasszicista villagazdaságot építettek ide. A fallal körülvett épületegyüttes főépülete a kastély, melynek díszes klasszicista homlokzata valaha impozáns látványt nyújtott. 1797-ben a napóleoni háborúk következtében megszűnt a Velencei Köztársaság és az Isztriával együtt a település is Habsburg uralom alá került. 1805-ben Napóleon a francia fennhatóság alatt álló Illír Provinciák részévé tette. Napóleon bukása után 1813-ban az egész Isztriával együtt ismét a Habsburg Birodalom részévé vált és maradt 1918-ig. 1880-ban 100, 1910-ben 139 lakosa volt.
Az első világháború után a rapallói szerződés értelmében Isztria az Olasz Királysághoz került. 1943-ban az olasz kapitulációt követően német megszállás alá került, mely 1945-ig tartott. A második világháború után a párizsi békeszerződés értelmében Jugoszlávia része lett, de 1954-ig különleges igazgatási területként átmenetileg a Trieszti B zónához tartozott és csak ezután lépett érvénybe a jugoszláv polgári közigazgatás. A település Jugoszlávia felbomlása után 1991-ben a független Horvátország része lett. 2011-ben 204 lakosa volt. Lakói főként a turizmussal és vendéglátással foglalkoznak, de sokan foglalkoznak mezőgazdasággal is.

## Nevezetességei
- A De Franceschi család barokk-klasszicista kastélya. Ennek hátsó udvari részén áll a 19. századi olajprésüzem. Az épületegyüttest istállók és gazdasági épületek szegélyezik. A fallal körülvett birtok északnyugati sarkában romantikus, mellvédes torony áll. A De Franceschi család híres volt a korszerű mezőgazdasági technikák alkalmazásáról és nagy könyvtáráról. A kastély Szent Cecília tiszteletére szentelt kápolnájának értékes 17–19. századi berendezése van. Említésre méltó a Szent Lúciát ábrázoló festmény és a Mária mennybevételét ábrázoló oltárkép, valamint a liturgikus tárgyakat őrző szekrény. A kápolnában évente csak egyszer, húsvét hétfőn miséznek.
- A Kocišće-öbölben, a Sv. Ivan-fok közelében, Umagtól délre, két durván megmunkált kőtömbből épült stég nyomát lehet látni a tenger alatt. Az öbölben egy ősi villa rustica maradványait találták. A régészeti leletekben gazdag kulturális réteg egészen a Sv. Ivan-fokig tart. A lelőhely szűkebb területe 100x100 m területet ölel fel. A megállapítások szerint a lelőhely kora az 1. és 2. század fordulójára nyúlik vissza.[2]

## Lakosság
| Lakosság változása | Lakosság változása | Lakosság változása | Lakosság változása | Lakosság változása | Lakosság változása | Lakosság változása | Lakosság változása | Lakosság változása | Lakosság változása | Lakosság változása | Lakosság változása | Lakosság változása | Lakosság változása | Lakosság változása | Lakosság változása |
| ------------------ | ------------------ | ------------------ | ------------------ | ------------------ | ------------------ | ------------------ | ------------------ | ------------------ | ------------------ | ------------------ | ------------------ | ------------------ | ------------------ | ------------------ | ------------------ |
| 1857               | 1869               | 1880               | 1890               | 1900               | 1910               | 1921               | 1931               | 1948               | 1953               | 1961               | 1971               | 1981               | 1991               | 2001               | 2011               |
| 0                  | 0                  | 100                | 114                | 146                | 139                | 0                  | 0                  | 121                | 127                | 122                | 111                | 149                | 216                | 190                | 204                |